# تسینگشت (آلمان)
تسینگشت (به آلمانی: Zingst) یک شبه‌جزیره و شهر در آلمان است که در فرپومرن-روگن واقع شده‌است. تسینگشت ۳٬۲۳۵ نفر جمعیت دارد.